# Groupe des vingt-quatre

Pays du Groupe des vingt-quatre

Le Groupe des vingt-quatre (G24) a été créé en 1971 par le groupe des 77, groupe de pays en développement, pour coordonner les positions de ceux-ci devant la puissance du G7.
Le groupe, officiellement appelé Intergovernmental Group of Twenty-Four on International Monetary Affairs and Development, 
n'est pas un organe du FMI, mais celui-ci fournit un secrétariat au G24.
Les rendez-vous du G24 ont lieu généralement deux fois par an, préalablement aux réunions du FMI pour permettre aux pays en développement de préparer les points à l'agenda.
Bien que le G24 soit strictement limité à 24 pays membres, n'importe quel pays du G77 peut joindre les discussions. 
La Chine a été « invité spécial » depuis les réunions de 1981.
La présidence est assurée par Abdolnasser Hemmati, gouverneur de la Banque Centrale d'Iran, secondé par Sergio Recinos, gouverneur de la Banque du Guatemala et Adama Coulibaly, ministre des finances de Côte d’Ivoire.

## Membres
1. Algérie
2. Argentine
3. Brésil
4. Colombie
5. Côte d'Ivoire
6. République démocratique du Congo
7. Égypte
8. Éthiopie
9. Gabon
10. Ghana
11. Guatemala
12. Inde
13. Iran
14. Liban
15. Mexique
16. Nigeria
17. Pakistan
18. Pérou
19. Philippines
20. Afrique du Sud
21. Sri Lanka
22. Syrie
23. Trinité-et-Tobago
24. Venezuela